# 2007 في رومانيا
فيما يلي قوائم الأحداث التي وقعت خلال عام 2007 في رومانيا.

## سياسة

### تعيين في المنصب
- 20 أبريل – نيكولاى فاكارويو رئيس رومانيا [الإنجليزية]‏.

### انتهاء فترة المنصب
- 23 مايو – نيكولاى فاكارويو رئيس رومانيا [الإنجليزية]‏.

## أفلام
من الأفلام التي صدرت هذه السنة في رومانيا:
- 1 يناير – 4 أشهر، 3 أسابيع ويومان من إخراج كريستيان مونغيو.

## وفيات

### أبريل
- 16 أبريل – ليفيو ليبريسكو (مواليد 1930)

### مايو
- 17 مايو – يوجين ويبر (مواليد 1925) مؤرخ أمريكي.

### أغسطس
- 5 أغسطس – عاموس مانور (مواليد 1918)
- 5 أغسطس – فلورين بيتيش (مواليد 1943)